# Renier Point
Renier Point är en udde i Antarktis. Den ligger i Sydshetlandsöarna. Argentina, Chile och Storbritannien gör anspråk på området.
Terrängen inåt land är kuperad. Trakten är glest befolkad. Närmaste befolkade plats är Maldonado Station, 18,1 kilometer norr om Renier Point. 